# Třída Hrabri (2023)
Třída Hrabri je třída oceánských hlídkových lodí bulharského námořnictva. Jejich oficiální označení je víceúčelové hlídkové lodě (Multipurpose Modular Patrol Vessel, MMPV). Jedná se o derivát typu OPV 90 německé loděnice Lürssen. Celkem byly objednány dvě jednotky této třídy. Dodání plavidel je plánováno na roky 2025–2026.

## Stavba
Stavba dvou jednotek této třídy byla objednána v listopadu 2020 u německé loděnice Lürssen. Stavbu zajišťuje jako subdodavatel partnerská bulharská loděnice MGT Dolphin ve Varně. Stavba byla zahájena prvním řezáním oceli v prosinci 2021 a druhým řezáním oceli v prosinci 2022.
Jednotky třídy Hrabri:
| Jméno  | Založení kýlu   | Spuštěna          | Vstup do služby | Status    |
| ------ | --------------- | ----------------- | --------------- | --------- |
| Hrabri | 17. června 2022 | 4. srpna 2023     |                 | ve stavbě |
| Smeli  | 22. června 2023 | 12. prosince 2024 |                 | ve stavbě |

## Konstrukce
Třída je derivátem typové řady OPV 90 německé loděnice Lürssen. Příbuzná plavidla verze OPV 80 představují brunejská třída Darussalam a australská třída Arafura. Pro plavidla je plánována silná výzbroj. Hlavňovou výzbroj tvoří jeden 76mm kanón Super Rapide v dělové věži na přídi a jeden 35mm kanón systému blízké obrany Oerlikon Millennium na plošině za zadním stěžněm. Na přídi za dělovou věží bude umístěno osminásobné vertikální silo pro protiletadlové řízené střely VL MICA. Na nástavbě před komínem budou instalovány čtyři protilodní střely RBS-15 Mk.III s dosahem 200–250 km. K protiponorkovému boji slouží 324mm torpédomety. Na zádi se nachází přistávací plocha a hangár pro operace bezpilotních prostředků nebo vrtulníku Eurocopter AS565MB Panther.